# Влашанівка
Влашані́вка — село в Україні, у Сахновецькій сільській громаді Шепетівського району Хмельницької області. Населення становить 296 осіб (2001). Розташоване на правому березі річки Хомора, за 22 км (по автошляху Т 1804) на південь — південний схід від міста Ізяслав, та за 80 км (по автошляхах Т 2311, Т 2302, Т 2314 та Т 1804) на північ від обласного центру.

## Історія
У 1906 році село Новосільської волості Ізяславського повіту Волинської губернії. Відстань від повітового міста 19 верст, від волості 5. Дворів 94, мешканців 596.

## Населення
| Роки            | 1906 | 2001 | 2010 | 2011 |
| --------------- | ---- | ---- | ---- | ---- |
| Населення, осіб | 596  | ▼296 | ▼259 | ▲266 |

### Мова
Розподіл населення за рідною мовою за даними перепису 2001 року:
| Мова       | Кількість | Відсоток |
| ---------- | --------- | -------- |
| українська | 295       | 99.66%   |
| російська  | 1         | 0.34%    |
| Усього     | 296       | 100%     |

## Відомі люди
В селі народився Захарчук Микола Максимович — Герой Радянського Союзу.